# Pierre Duc
Pierre Duc (né en 1945) est un artiste-peintre, graveur et sculpteur français. Il produit aussi des œuvres de land art.

## Biographie
Ancien élève du sculpteur Georges Oudot (qui a créé entre autres les épées d'académicien d'Edgar Faure et de Jacques Soustelle), Pierre Duc est diplômé de l'École des beaux-arts de Besançon en gravure. 
Pierre Duc a été professeur d’arts plastiques au lycée de Champagnole et à l'IUFM de Franche-Comté.
Il expose depuis 1972 à Besançon, Strasbourg, Paris, Lyon, et participe à de nombreux salons, biennales.
Pierre Duc a également édifié des sculptures monumentales, L’Éternité et le monument à Xavier Marmier à Pontarlier, la Fontaine du Temps et les Lévriers dans le parc Belle-Frise à Champagnole, Saint Vernier à Arbois, Une Tranche d'Univers à Crimolois, le Doubs et la Loue à Dole, les deux mémoriaux pour les anciens combattants d'Afrique du Nord et d'Indochine à Dijon, le Vauban de la citadelle de Besançon, et créé des œuvres éphémères de land art,.
Lauréat des Affaires culturelles en 1979, premier prix en sculpture de la ville de Belfort en 1987, premier prix du Festival international de Dijon 1993 et Luxeuil en 1996, prix du conseil général de Touraine en 2000..

## Quelques œuvres

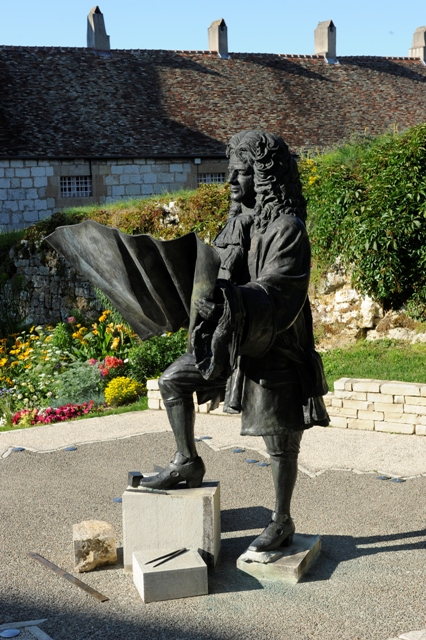
Statue de Vauban à la Citadelle de Besançon.

- Statue en bronze du marquis de Vauban à la citadelle de Besançon, en mars 2007.
- Sculpture géante du Doubs (l'homme) et son affluent la Loue (la femme) de la place Jules-Grévy de Dole, en 2000.
- Fresque ondoyante de Louis Pasteur sur le toit de l'hôpital de Dole, en 1995.
- Grand Tétras de 2,50 m à la maison du Haut-Jura de Lajoux.
- Œuvre réalisée sur le rond-point de Ranchot au carrefour de la D673 et de la D31 représentant une colonne de la forêt de Chaux, des meules de Comté, du raisin. Elle fut reprise pour le trophée du Concours CFBF Bourgogne-Franche-Comté qui s'est déroulé à Ranchot en 2017, réalisé également par Pierre Duc.
- Statue de Gilbert Cousin à Nozeroy en septembre 2020.

## Œuvres éphémères deLand art

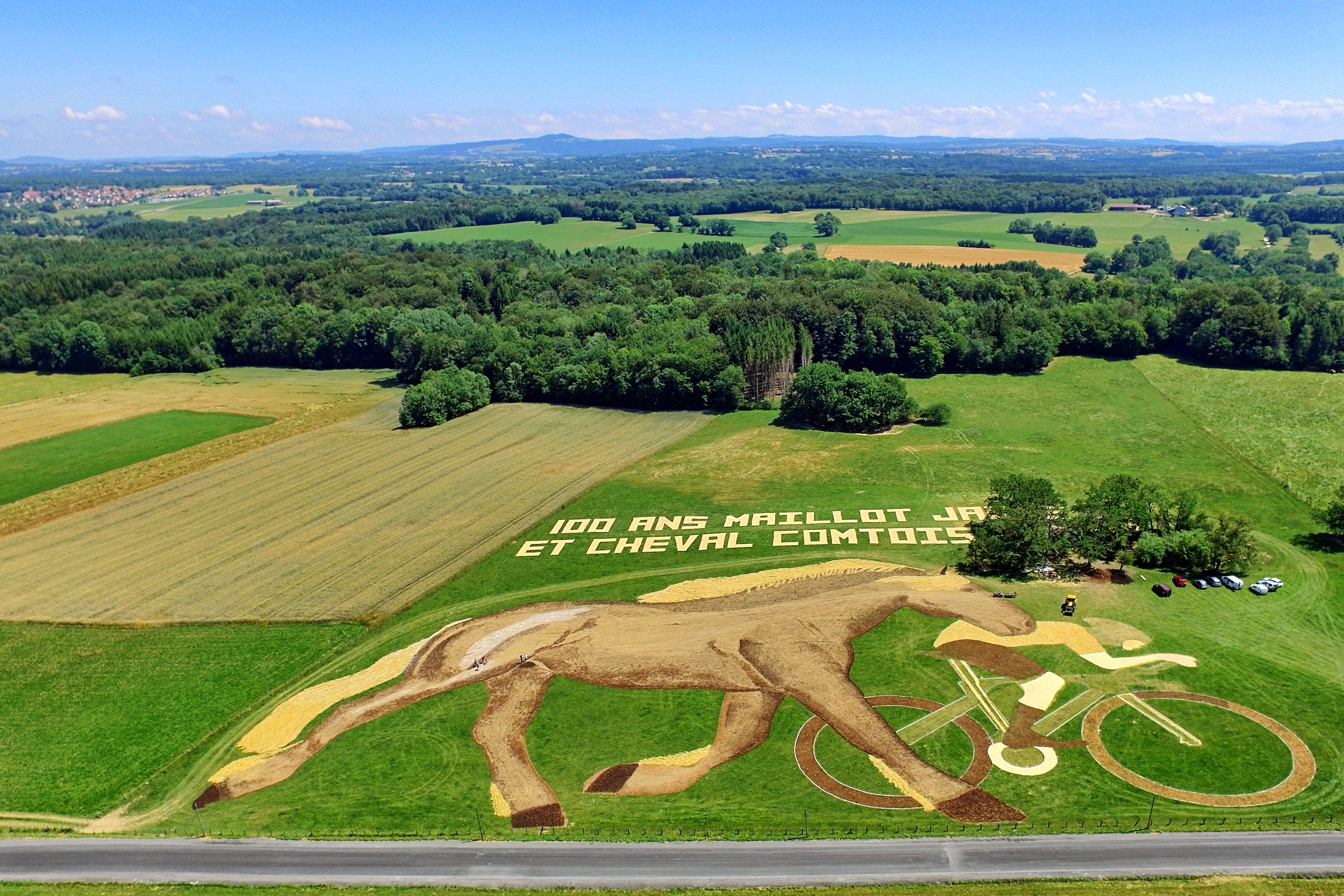
La fresque cheval comtois-cycliste à Etalans en 2019.

- 1992 : une Joconde géante à Ney (Jura).
- 1992 : le drapeau de l'Europe sur le lac de Chalain (Jura) : 100 000 bouteilles plastiques pour réaliser les douze étoiles géantes (25 m de diamètre chacune).
- 1995 : un timbre Louis Pasteur de 9 hectares à Champagnole.
- 1996 : une carte lumineuse du Jura avec ses 545 communes éclairées dans une périphérie de 4 km de guirlandes lumineuses, à Ney (Jura).
- 1997 : une Jument Verte de 4,5 hectares, à Villers-Robert, village d'enfance de Marcel Aymé, et une Vouivre flottante de 1 000 m2 sur les eaux du Doubs à Dole pour rendre hommage à l'écrivain, auteur entre autres de La Jument verte et de La Vouivre.
- 1991 : une toile géante suspendue (200 m par 50 m) reprenant La Création du Monde de Michel-Ange à la Saline royale d'Arc-et-Senans
- 1996 : une Planète Bleue géante de 3 ha.
- 1998 : une pièce géante d'1 euro de 6,6557 hectares, 900 mètres de circonférence et 290 mètres de diamètre, dans un champ de Ney près de Champagnole (Jura) avec son association Art'Défi, au moyen de 4 tonnes de film plastique PVC, 2 000 plaques d'aluminium clouées au sol par 65 000 clous.
- 2004 : le Géant du Tour à Épeugney vers Besançon, un cycliste de 5 ha brouté par des vaches à l'occasion du Tour de France 2004.
- 2005 : une truite géante à Quingey, 82 m de long, panneaux réfléchissants et flottants sur la Loue.
- 2006 : le Métier à Métisser, à Dole, mis en scène par 1 000 élèves du lycée Mont-Roland.
- 2018 : Hommage à Simone Veil, sur 100 m² lors de la biennale des Arts à Gendrey[4].
- 2019 : un cheval comtois et un cycliste faisant la course[5] pour fêter le centaine du Maillot jaune et du cheval comtois à Étalans.
- 2021 : un tandem géant avec le maillot jaune et un vigneron à Saint-Émilion, à l'occasion du contre-la-montre de l'avant-dernière étape du Tour de France.
- 2022 : un portrait géant de Louis Pasteur, à Arbois, pour célébrer le bicentenaire de la naissance du chimiste, à l'occasion du Tour de France.
- 2023 : un taureau géant à Saône, en référence au Taureau d'Avrigney, à l'occasion du Tour de France.
- 2024 : un portrait géant du Général de Gaulle, près de Chaumont, à l'occasion de l'arrivée de la huitième étape du Tour de France à Colombey les Deux Églises.

## Publications
De très nombreuses parutions : coffrets et livres d’art reprenant des aquarelles, huiles, pastels, fusains, lithographies, gravures, craies d’art, sanguines, de Toulouse, Besançon (Tout autour de la Boucle 2 vol., Carnet de Croquis, Besançon Aquarelles), Dijon (Dijon vu par Pierre Duc, 2 tomes), Poligny, Côtes de Beaune et de Nuits Saint Georges, Genève, Haute-Savoie, Dole, Jura, Franche-comté... avec des textes de l’écrivain André Besson, des historiens Jacky Theurot et Lionel Estavoyer, de Bernard Cau, d'André Ketterer ou de Marie-Claude Pascal.  
Autres :
- 2009 : "COT COT CODEC ET AUTRES NOUVELLES SOUS LA FEUILLE A L'ENVERS" nouvelles de Guy Thomas et dessins et peintures de Pierre Duc.
- 1996 : « Bêtes en liberté » aquarelles d'animaux sauvages franc-comtois, textes d'André Besson.
- 1997 : « Quand le Bonheur est une orange » coffret de 24 poèmes du poète Guy Thomas illustrés par 24 lithographies de Pierre Duc.
- 2002 : livre-coffret sur le thème « Eaux vives en Franche-Comté » (reproduction de 20 de ses aquarelles et toiles accompagnées de textes de l’écrivain André Besson).
- Regards d’artistes, poèmes de Guy Thomas (parolier de Jean Ferrat)
- Réalisation de lithographies et aquarelles pour l'Aérospatiale et Matra Espace.
- Séries de lithographies sur le général de Gaulle, François Mitterrand et André Malraux pour les Éditions Arts et Lumière.